# مقاطعة أديسون (فيرمونت)
مقاطعة أديسون هي مقاطعة في فيرمونت، بلغ عدد سكانها 36٬821  نسمة، في 2010، عاصمتها ميدلبوري، تبلغ مساحتها 2٬093 كيلومتر مربع.

## الموقع
تشترك في الحدود مع:
- مقاطعة تشيتندن (فيرمونت)
- مقاطعة روتلاند (فيرمونت)
- مقاطعة واشنغطون، نيويورك
- مقاطعة وندسور (فيرمونت)
- مقاطعة واشنطن (فيرمونت)
- مقاطعة أورانج (فيرمونت)
- مقاطعة إيسيكس، نيويورك.

## التقسيمات الإدارية
- أديسون[8]
- بريدبورت[8]
- بريستول[8]
- كورنول[8]
- فيريسبور[8]
- غوشن[8]
- غرانفيل[8]
- هانكوك[8]
- ليستر[8]
- لينكولن[8]
- ميدلبوري[8]
- مونكتون[8]
- نيو هافن[8]
- أورويل[8]
- بانتون[8]
- ريبتون[8]
- سالزبوري[8]
- شورهام[8]
- ستاركسبورو[8]
- فيرغينيس[8]
- ولثام[8]
- ويبريدج[8]
- ويتينغ.[8]

## أعلام
- عزرا باتلر إيدي